# Defecazione (chimica)
La defecazione di una soluzione consiste nell'eliminazione per precipitazione di sostanze interferenti con un'analisi o un processo produttivo. Dato che spesso ha l'effetto di ridurre l'intensità della colorazione viene talvolta chiamata chiarificazione.
Se le sostanze da eliminare sono proteine si può usare una soluzione basica di acetato di piombo oppure il reattivo di Carrez a base di acetato di zinco. In alcuni casi vengono usati degli enzimi.
Per quanto riguarda il vino occorre distinguere tra la defecazione del mosto che è la deposizione della feccia, la decantazione di sostanze solide del vino nella botte e la defecazione del vino per l'analisi degli zuccheri.